# Mewegen
Mewegen ist ein Ortsteil der Gemeinde Rothenklempenow des Amtes Löcknitz-Penkun im Landkreis Vorpommern-Greifswald in Mecklenburg-Vorpommern.

## Geographie
Das Dorf liegt etwa 30 m ü. NHN in einer waldreichen Region (südliche Ueckermünder Heide). Hier findet man noch die für das Gebiet typischen Kopfsteinpflasterstraßen und gepflegte Vorgärten. Im Dorf gibt es eine über 500 Jahre alte Feldsteinkirche und ein bewohntes Storchennest, in unmittelbarer Umgebung befindet sich der Schwarze See, umgeben von geschütztem Wollgrasmoor.

## Geschichte
Der Ort gehörte zu den Eickstedtschen Gütern in Rothenklempenow, was 1497 vom pommerschen Herzog Bogislaw X. bestätigt wurde. Der Ortsname hat sich im Laufe der Zeit über Mitweide, Medewege und Middewege zu Mewegen (ab 18. Jahrhundert) geändert. Nach dem Dreißigjährigen Krieg war das Rittergut Mewegen zerstört.
Am 1. Januar 2005 wurde die bis dahin selbständige Gemeinde Mewegen nach Rothenklempenow eingegliedert.
Mewegen hatte zuletzt 304 Einwohner (31. Dezember 2004) auf einer Fläche von 7,30 km². Im Ort befindet sich die Kleine Grundschule auf dem Lande Mewegen.

## Einwohnerentwicklung
| Jahr | Mewegen | Quelle |
| ---- | ------- | ------ |
| 1900 | 672     | [ 5 ]  |
| 1925 | 656     | [ 6 ]  |
| 1933 | 659     | [ 7 ]  |
| 1939 | 657     | [ 7 ]  |
| 1990 | 319     | [ 8 ]  |
| 1995 | 307     | [ 8 ]  |
| 1998 | 314     | [ 8 ]  |
| 2000 | 330     | [ 8 ]  |
| 2004 | 304     | [ 8 ]  |

## Infrastruktur
In Löcknitz, etwa zehn Kilometer südlich von Mewegen, besteht Bahn- und Fernstraßen-Anbindung nach Pasewalk und Stettin. Im benachbarten Blankensee gibt es einen Grenzübergang für Fußgänger nach Buk in der Gmina Dobra (Republik Polen).

## Belege
1. ↑  Amt Löcknitz-Penkun – SB Liegenschaften (Hrsg.): Flächen des Amtsbereiches. Angaben in ha – Stand 2. Juni 2017. Löcknitz 2. August 2017.
2. ↑  Amt Löcknitz-Penkun – Der Amtsvorsteher – SB Einwohnermeldeamt (Hrsg.): Einwohnerzahlen. Löcknitz 22. April 2021.
3. ↑  Hauptsatzung der Gemeinde Rothenklempenow. 10. Februar 2020, § 2 Ortsteile, S. 1 (amt-loecknitz-penkun.de [PDF; 208 kB; abgerufen am 12. Mai 2021]).
4. ↑  StBA: Änderungen bei den Gemeinden Deutschlands, siehe 2005
5. ↑  Gemeindeverzeichnis Deutschland 1900. Kreis Randow.
6. ↑  Informationssystem Pommern (ISP). Kreis Randow (Memento des Originals vom 22. Januar 2016 im Internet Archive)  Info: Der Archivlink wurde automatisch eingesetzt und noch nicht geprüft. Bitte prüfe Original- und Archivlink gemäß Anleitung und entferne dann diesen Hinweis.
7. 1 2  Michael Rademacher: Landkreis Randow. Online-Material zur Dissertation, Osnabrück 2006. In: eirenicon.com.
8. 1 2 3 4 5  Bevölkerung am 31.12. nach Gemeinden und Kreisen. In: SIS-Online – Statistisches Informationssystem. Statistisches Amt MV, archiviert vom Original am 26. Dezember 2017; abgerufen am 25. Dezember 2017.